# Multibanco

Logótipo do Multibanco

Multibanco é uma rede portuguesa de caixas automáticos (ATM) e de terminais de pagamento automático (POS) pertencente à SIBS, que tem como acionistas praticamente a totalidade das instituições bancárias portuguesas. Apesar do nome multibanco ser uma marca registada, propriedade da empresa SIBS, o termo é frequentemente empregue para designar de forma genérica um sistema interbancário que disponibilize serviços como o levantamento de dinheiro num dispositivo automático ou o pagamento de compras em lojas físicas.
Atualmente, a utilização da rede Multibanco não se encontra limitada à utilização de um cartão bancário sendo possível usufruir de alguns dos serviços Multibanco através da aplicação MB Way, ao possibilitar o levantamento de numerário em qualquer caixa automático Multibanco ou pagamentos de compras nos terminais de pagamento automático da rede Multibanco através da leitura de um código QR, por aproximação do telemóvel ou usando o número de telemóvel.

## História

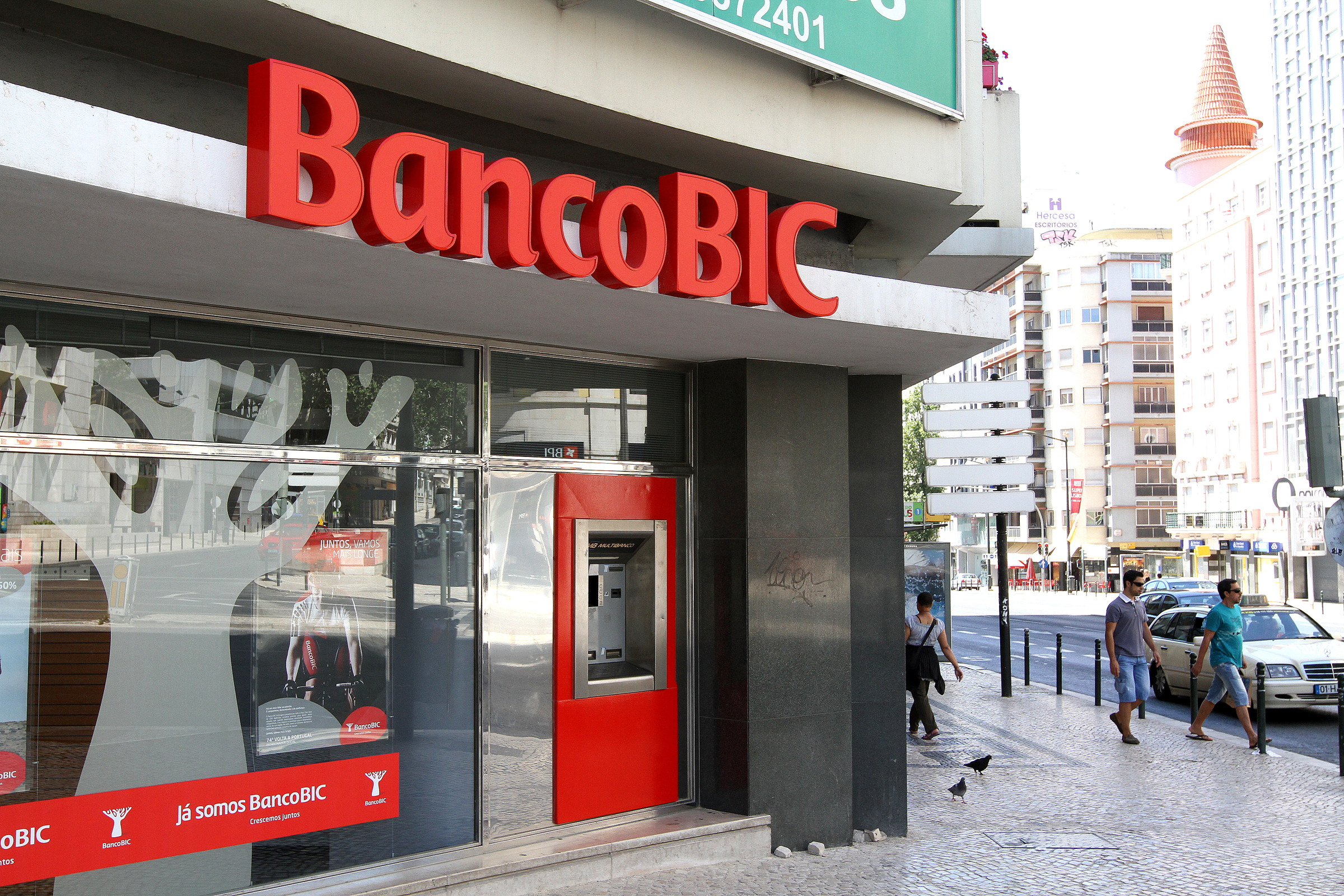
Caixa automático Multibanco numa agência do EuroBic (no centro)

O funcionamento do Multibanco teve início em setembro de 1985, com a instalação de 12 caixas automáticos (ATM) nas duas principais cidades do país (Lisboa e Porto). Enquanto Portugal foi um dos últimos países da Europa ocidental a instalá-las, o equipamento usado representou o que havia de mais avançado, baseado nas experiências de outros países, muitos dos quais gastam agora imenso dinheiro para substituir e atualizar máquinas obsoletas. Segundo um estudo britânico, o Multibanco seria o mais funcional de toda a Europa (com 60 funcionalidades), permitindo fazer operações que outros sistemas europeus não conseguem (por exemplo, o da Noruega não permite mais do que levantar dinheiro, saber os saldos e carregar o telemóvel). Em Portugal, os multibancos têm tido muito sucesso, o que levou ao aparecimento de novos serviços não bancários, como a venda de bilhetes ou o pagamento de serviços (água, eletricidade, gás, telefone, Internet, carregamento de telemóvel, Via Verde, etc.)
Em 1987, foram introduzidos os terminais de pagamento automático (POS) Multibanco que permitiam pagar em lojas físicas com a utilização de cartões bancários, mesmo com cartões não exclusivos da rede Multibanco. Em 2008, estes sistemas passaram a permitir pagar faturas, carregar o telemóvel, consultar o saldo e movimentar contas, sendo neste caso, ao contrário do que acontece com os caixas automáticos Multibanco, as operações feitas pelos comerciantes.

## Utilização

Em Portugal, caso os estabelecimentos não possuam Multibanco, é comum indicarem à porta que não possuem o serviço.

Em 2014, haviam cerca de 270 mil terminais de pagamento automático Multibanco. Em 2018, existiam cerca de 12 mil caixas multibanco de norte a sul do país, incluindo as regiões autónomas dos Açores e da Madeira. Diariamente, são levantados das máquinas de Multibanco cerca de 71 milhões de euros. A SIBS gere cerca de três mil milhões de operações financeiras por ano com um valor superior a 4,5 mil milhões de euros e conta com mais de 300 milhões de utilizadores, nacionais e estrangeiros.
Com a exceção de 2019, o número de terminais no país tem vindo a diminuir ano após ano. Esta redução surge em paralelo com a redução acelerada da utilização dos terminais em favor do uso de aplicações móveis e web-sites.
| Ano  | Caixas automáticos Multibanco | Número de Operações (Pagamentos, Consultas e Levantamentos) |
| ---- | ----------------------------- | ----------------------------------------------------------- |
| 2008 | 13 391                        | 8860337                                                     |
| 2009 | 13 894                        | 8062505 (-9%)                                               |
| 2010 | 14 614                        | 7249936 (-10%)                                              |
| 2011 | 13 911                        | 6424528 (-11%)                                              |
| 2012 | 13 400                        | 5592874 (-13%)                                              |
| 2013 | 12 963                        | 4771800 (-15%)                                              |
| 2014 | 12 701                        | 3950234 (-17%)                                              |
| 2015 | 12 437                        | 3133188 (-21%)                                              |
| 2016 | 12 164                        | 2334080 (-26%)                                              |
| 2017 | 11 823                        | 1533523 (-34%)                                              |
| 2018 | 11 569                        | 750591 (-51%)                                               |
| 2019 | 11 645                        | 745342 (-0.7%)                                              |
| 2022 | 12 366                        | 627744 (-16%)                                               |